# 나카무라 겐고
나카무라 겐고(일본어: 中村 憲剛, 1980년 10월 31일 ~ )는 일본의 전직 축구 선수이다.

## 축구인 생활

### 선수 생활
2003년, 가와사키 프론탈레의 입단 테스트를 받은 후 입단에 성공하였으며 리그 개막전에 선발 출장하며 데뷔전을 치렀다. 2003년 4월 9일 알비렉스 니가타와의 경기에서 프로 데뷔 후 첫 골을 성공시켰다.
2004년, 공격형 미드필더에서 수비형 미드필더로 보직을 바꿔 팀의 핵심 선수로 자리잡기 시작하였다. 2006년 처음으로 J리그 베스트 11에 뽑혔으며 2009년까지 꾸준히 베스트 11에 뽑혔다.

### 국가대표 생활
2006년 10월 4일 가나와의 경기에서 A매치 데뷔전을 치렀고 2006년 10월 11일 벌어진 AFC 아시안컵 예선 인도와의 경기에서 A매치 데뷔 후 첫 골을 넣었다. 2007년 AFC 아시안컵, 2010년 FIFA 월드컵, 2013년 FIFA 컨페더레이션스컵에도 출전했다. 그는 2013년까지 국제 A매치 통산 68경기에 출전, 6득점을 넣었다.

## 통계
| 일본 | 일본 | 일본 |
| 연도 | 출전 | 득점 |
| ---- | ---- | ---- |
| 2006 | 3    | 1    |
| 2007 | 13   | 0    |
| 2008 | 13   | 2    |
| 2009 | 12   | 2    |
| 2010 | 11   | 0    |
| 2011 | 4    | 1    |
| 2012 | 7    | 0    |
| 2013 | 5    | 0    |
| 통산 | 68   | 6    |